# 巴布拉姆·巴特拉伊
巴布拉姆·巴特拉伊（1954年6月18日—），尼泊尔政治家，尼泊尔前总理，前尼泊尔联合共产党（毛主义）二号人物。现任尼泊尔社会党主席。

## 早年经历
1954年，巴特拉伊生于尼泊尔廓尔喀县一个贫苦巴洪农民家庭。1970年代，荷兰国际象棋大师、世界冠军马克斯·尤伟访尼泊尔时，曾经举办过一人对多人的国际象棋表演赛，时年20多岁的巴特拉伊仅用23步便击败了尤伟。尤伟称巴特拉伊是“尼泊尔的阿廖欣”（阿廖欣是苏联国际象棋大师）。自学生时代开始，巴特拉伊便对政治很感兴趣。1977年，他成立了全印度尼泊尔学生联合会。1986年，获得印度新德里尼赫鲁大学区域发展规划博士学位后，巴特拉伊回国。此后，巴特拉伊成为职业政治家。

## 毛派领袖
巴特拉伊当选过尼泊尔首届民选议会的议员。他是普拉昌达领导的尼泊尔共产党（毛主义）反政府武装的二号人物，负责意识形态及外交。他是反政府武装领导人中唯一的博士。在尼泊尔内战中，他一直是普拉昌德的副手，擅长撰写理论文章及声明。2005年初，据尼泊尔媒体报道，巴特拉伊同普拉昌达之间因在对印度的政策上发生分歧而出现矛盾。随后，巴特拉伊被撤销尼泊尔共产党（毛主义）政治局委员职务。巴特拉伊的妻子、反政府武装领导人雅米也遭解职。但2005年7月，巴特拉伊同普拉昌德重新合作。
据尼泊尔媒体报道说，巴特拉伊在国际共产主义运动中享有很高声望，欧洲、印度、美国等国共产党均支持他。他和印度共产党（马克思主义）前总书记普拉卡什·卡拉特是大学同学。
2003年，巴特拉伊率领尼泊尔共产党（毛主义）代表团同国王政府举行了和平谈判，为尼泊尔结束内战、走向共和政体奠定了基础。
巴特拉伊曾经多次撰文或著书，阐述废除国王、建立民主、促进经济及社会发展等政见，以和平民主观念获得了尼泊尔人心。

## 总理生涯
2011年8月28日，尼泊尔联合共产党（毛主义）副主席巴特拉伊在制宪会议举行的总理选举中获胜。8月29日，巴特拉伊在尼泊尔总统府宣誓就任政府总理。
2013年3月13日晚，执政的尼联共（毛）与尼泊尔大会党、尼泊尔共产党（联合马列）等主要反对党进行了最后一次长达13小时的马拉松式谈判，并于晚上10点达成《十一点协议》。与会各党在协议中同意于6月21日举行新的制宪会议选举，争夺共491个议席；同意解散巴特拉伊政府，同时成立临时政府性质的“临时选举委员会”，由首席大法官基尔·拉杰·雷格米任委员会主席，同时设11人内阁；在尼联共（毛）关心的原反政府武装加入尼军后的职衔问题上，各党同意给予一名上校和两名中校名额；各党将共同成立“真相与和解委员会”，负责解决内战遗留问题；在临时政府之外，各政党还将组成高级政治委员会，以协助政府解决重大问题。
包括尼联共（毛）主席普拉昌达在内的政党高层，都对协议的达成表示高兴，尼泊尔媒体大多在头版刊出了各党高层携手欢呼的照片。前总理巴塔拉伊在基尔·拉杰·雷格米就职仪式上露出罕见的笑容，并在微博上发文称很高兴“成为自由之人”。

## 与毛派决裂
2015年9月26日，巴特拉伊为表达对尼泊尔新宪法未满足马德西人的要求的不满，宣布辞去制宪会议议员职务并退出尼泊尔联合共产党（毛主义）。同时，他还表示今后将远离毛主义意识形态，并称“对于今天的世界来说，毛主义已经变得无足重轻且过时”。
2016年10月29日，巴特拉伊訪問廣州之後欲過境香港，打算出席當地尼泊爾裔人士聚會活動，在羅湖出入境管制站被香港入境處官員扣留個多小時。